# ジャクソン・ハイツ-ルーズベルト・アベニュー/74丁目駅
ジャクソン・ハイツ-ルーズベルト・アベニュー/74丁目駅（単にジャクソン・ハイツ駅またはルーズベルト・アベニュー/74丁目駅とも）はニューヨーク市地下鉄の複合駅である。IRTフラッシング線とINDクイーンズ・ブールバード線の駅が一体になっており、クイーンズ区ジャクソン・ハイツの74丁目/ブロードウェイ/ルーズベルト・アベニューの3つの通りに囲まれた場所にある。以下の列車が停車する。
- 7系統、 E系統、F系統：終日
- R系統：終日（深夜帯を除く）
- M系統：平日（深夜帯を除く）

## 歴史

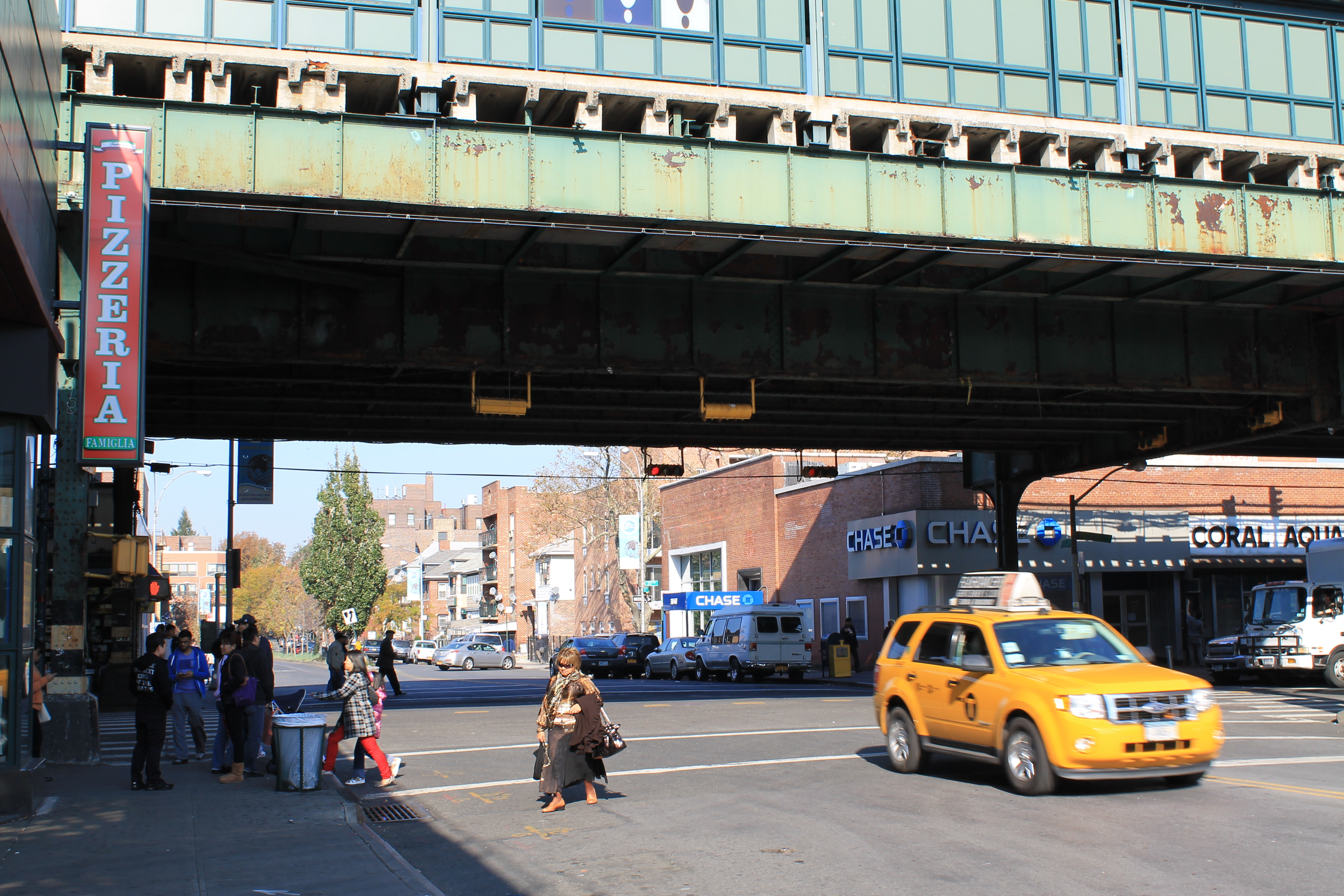
IRTフラッシング線 ホームの東端（75丁目-ルーズベルト・アベニュー交差点）

IRTフラッシング線の高架駅は、デュアル・コントラクツ時代の1917年4月21日にクイーンズボロ・プラザ駅 - 103丁目-コロナ・プラザ駅間開業に合わせて設置された。INDクイーンズ・ブールバード線の地下駅は1933年8月19日の初期開業区間（50丁目駅（マンハッタン）- 当駅（クイーンズ）間）の駅として開業した。クイーンズ・ブールバード線の開業と同時に乗換駅として整備された。当駅は、1936年12月31日にユニオン・ターンパイク駅まで延伸されるまでの間、INDクイーンズ・ブールバード線の終端駅であった。下層ホームは完成したが、上層ホームは完成しないままだった。複合駅ができたことにより、この地域での宅地需要は伸びていった。近くにショッピングモールを建てるという計画もあったが、結局立ち消えになった。
ビクター・ムーア・アーケードは、乗客が新しいIND地下鉄から遠くの地域やラガーディア空港行きのバスに乗り換えることができる合理化された地元のランドマークであり、1941年12月11日に正式にオープンした。2階建てのバスターミナルとアーケードは、ブロードウェイ、ルーズベルト・アベニュー、75丁目で形成される三角地帯に位置し、ショッピングエリアも併設されていた。この建物は、ブロードウェイ沿いと駅の近くに彼の名前でバスターミナルを建設するよう訴えていた著名なブロードウェイ俳優でクイーンズ在住のビクター・ムーアにちなんで命名された。 トライボロ・コーチの運営拠点として機能していた。
1970年5月2日、回送のGG系統がクイーンズ・ブールバード線で、営業運転中の別のGG系統と衝突。運休中の列車は南行きの急行線から緩行線に切り替え中であった（運休中の列車を迂回していた）。1928年のタイムズスクエア脱線事故以来最悪の地下鉄衝突事故となり、2人が死亡、71人が負傷した。1970年の事故後、ニューヨーク・マガジンは長文の調査報告記事で地下鉄の状態を取り上げ、その中で地下鉄の状態は以前に比べて悪化していると結論づけた。
駅舎の建て替えはスタンテックによる設計案に基づいて2001年に始まり、2005年に完成した。改修工事にともないバスターミナルは閉鎖され、フラッシング線ホームともども完全に建て替えられた。また、クイーンズ・ブールバード線ホームも修繕された。工事はスウェーデンの建設会社スカンスカが担当し、総工費は1億3200万ドルであった。

## 駅構造
| 2F IRTホーム | 相対式ホーム、右側ドアが開く               | 相対式ホーム、右側ドアが開く |
| 2F IRTホーム | 南行緩行線                                 | ← 34丁目-ハドソン・ヤード駅行き（69丁目駅） |
| 2F IRTホーム | 混雑方向急行線                             | ← 通過 → |
| 2F IRTホーム | 北行緩行線                                 | → フラッシング-メイン・ストリート駅行き（82丁目-ジャクソン・ハイツ駅）→                                                                                                   |
| 2F IRTホーム | 相対式ホーム、右側ドアが開く               | |
| 1F           | 上層コンコース                             | 出口 - IRTホーム間中間階 |
| G            | 地上階                                     | 出入口、改札、バスロータリー |
| B1–2         | 下層コンコース                             | 出口 - INDホーム間中間階、改札口 |
| B3 INDホーム | 南行緩行線                                 | ← 平日：ミドル・ヴィレッジ-メトロポリタン・アベニュー駅行き（65丁目駅） ← ベイ・リッジ-95丁目駅行き（65丁目駅） ← 深夜帯：ワールド・トレード・センター駅行き （65丁目駅） |
| B3 INDホーム | 島式ホーム、到着番線に応じた側のドアが開く | |
| B3 INDホーム | 南行急行線                                 | ← 深夜帯以外：ワールド・トレード・センター駅行き（クイーンズ・プラザ駅） ← コニー・アイランド-スティルウェル・アベニュー駅行き（21丁目-クイーンズブリッジ駅）             |
| B3 INDホーム | 北行急行線                                 | → 深夜帯以外：ジャマイカ・センター-パーソンズ/アーチャー駅行き（フォレスト・ヒルズ-71番街駅）→ ジャマイカ-179丁目駅行き（フォレスト・ヒルズ-71番街駅）→                   |
| B3 INDホーム | 島式ホーム、到着番線に応じた側のドアが開く | |
| B3 INDホーム | 北行緩行線                                 | → フォレスト・ヒルズ-71番街駅行き（エルムハースト・アベニュー駅）→ 深夜帯：ジャマイカ・センター-パーソンズ/アーチャー駅行き（エルムハースト・アベニュー駅）→              |

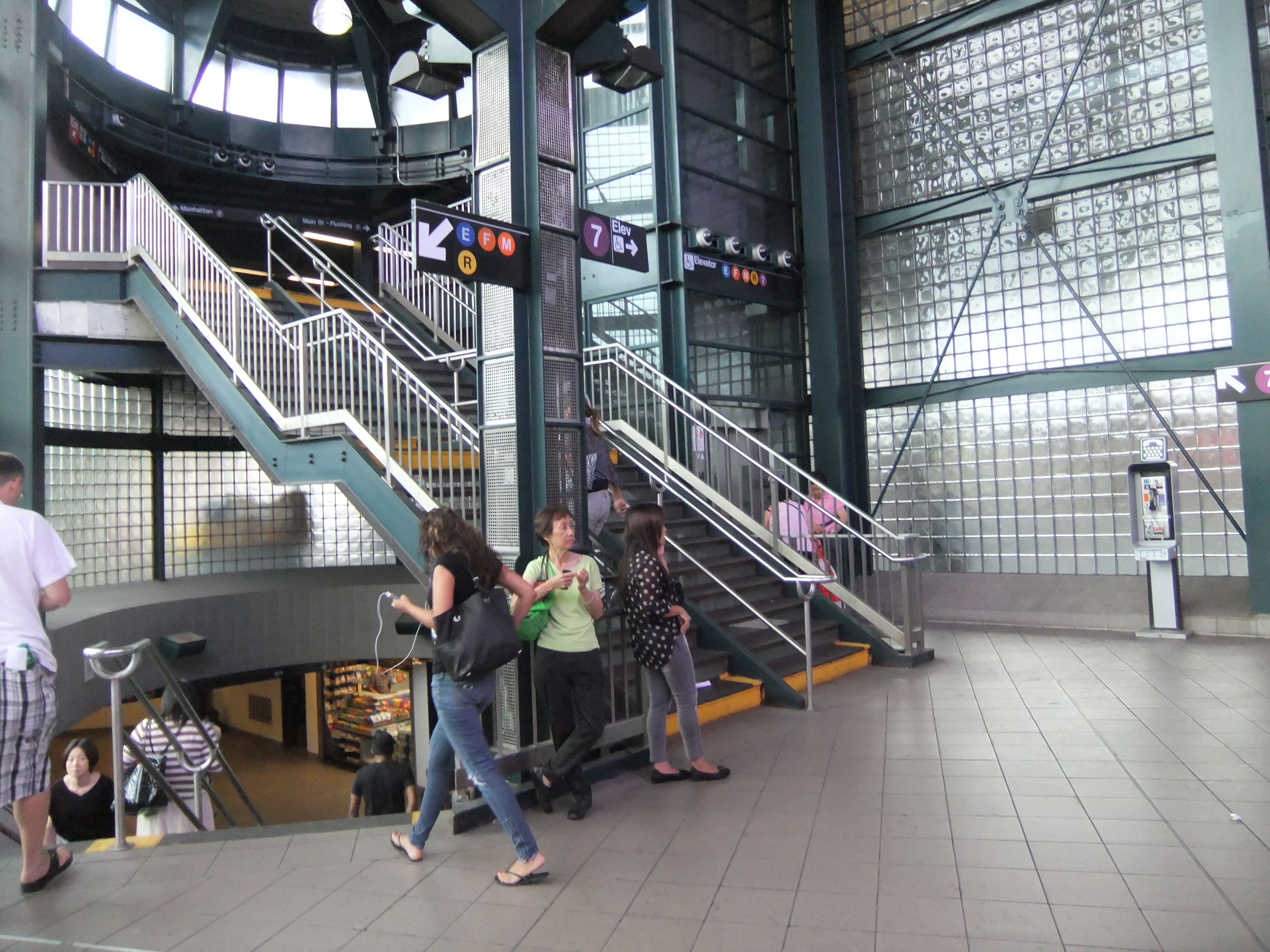
改札から各ホームへ向かう階段。中央の上り階段がIRTフラッシング線、左側の下り階段がINDクイーンズ・ブールバード線。

駅舎は2つに分かれており、エスカレーター、階段、エレベーターで結ばれている。メインエントランスは、ルーズベルト・アベニュー、75丁目、ブロードウェイ、74丁目に囲まれた駅ビルで、ビクター・A・ムーア・バスターミナルがある。この新駅舎は、MTAシステム初の「グリーン・ビルディング」のひとつで、屋根に組み込まれたソーラーパネルで部分的に電力を供給している。建物は、15%のフライアッシュで構成されたコンクリートやプレハブ化された鋼鉄などのリサイクル材料でできており、さらに86%がリサイクル部材である。75丁目とブロードウェイの交差点にいくつかの売店スペースがあり、改札内とバスターミナルの間には広い空きスペースがある。
フラッシング線の各ホームからは、2つの階段とエレベーターが地上まで続いており、そこから階段が駅員室もあるメインの駅舎へと続いている。フラッシング方面行きのホームのエレベーターは、フラッシング方面行きのホームから地上の踊り場、そして地上の改札階、最後に路上の踊り場と地下のクイーンズ・ブールバード線の中間階の踊り場へと続いている。駅員室と2か所の改札口は、地上階にあるこの駅舎内にある。また、2基のエスカレーターがフラッシング線の踊り場からクイーンズ・ブールバード線の中間階へ直接通じている。中間階からは、クイーンズ・ブルバード線の各ホームへ階段で下りることができ、地下の踊り場からはエレベーターが中間階とマンハッタン行きホームへ通じている。また、フォレスト・ヒルズ行きとジャマイカ行きホームから中間階へは別のエレベーターがある。改札階には、改札内にいくつかの店舗とATMが並んでいる。2004年に駅舎内に設置されたアートワークは、トム・パティの「Passage」という作品で、FX+FOWLE Architectsと共同でデザインされた。このアートワークは、ビルの東側ファサードの上部に設置された台形型の合わせガラスパネルで構成されている。このガラスパネルは、見る位置によって光をさまざまな色に分解する。

### 他の出入口
ルーズベルト・アベニューの北側、73丁目とブロードウェイでは、IRTフラッシング線の各ホームから階段で高架下の踊り場に降りることができる。細長いエスカレーター3基でクイーンズ・ブルバード線の中間階に接続し、地下の改札から出ることができる。
地下中2階からの出口は、駅舎、73丁目、37丁目、ブロードウェイの交差点北東、ブロードウェイと74丁目の交差点南西、ブロードウェイと75丁目の交差点東に通じている。フラッシング線のホームから直接出る唯一の出口は、駅舎に通じる74丁目の中間階からの出口で、ルーズベルト・アベニューと74丁目の交差点北東にも出口がある。

## IRTフラッシング線
IRTフラッシング線74丁目-ブロードウェイ駅（開業時はブロードウェイ駅）は相対式ホーム2面3線の高架駅である。中央の線路はラッシュ時・混雑方向の<7>系統急行が走行するが、当駅には停車しない。ただし、両側の緩行線への渡り線が用意されており、緊急時に急行を停車させたり、緩行線に急行を通したりすることができるようになっている 。
改札口は73丁目と74丁目に2か所ずつ設けられている。74丁目側のメザニンは木造のフロアに風除けのついた階段とトークン・ブース、ホーム下連絡通路が設けられ、階段で駅舎および74丁目-ルーズベルト・アベニュー交差点北東角に出ることができる。73丁目側のメザニンは木張りの壁で窓はなく、トークン・ブースもない（トークン・ブースは路上のクイーンズ・ブールバード線入口の方にある）。ホーム西側の屋根はホーム延長時に追設されたもので、開業当初からある東側の屋根とは異なっている。

### 歴史
1917年4月21日にIRTフラッシング線のクイーンズボロ・プラザ駅 - 103丁目-コロナ・プラザ駅間が開業した際に、74丁目に緩行駅として設置された。
ホームは1955年から1956年にかけて、編成長に合わせて延長された。

## INDクイーンズ・ブールバード線
ジャクソン・ハイツ-ルーズベルト・アベニュー駅（頭上の表示ではルーズベルト・アベニュー-ジャクソン・ハイツ駅になっている）はINDクイーンズ・ブールバード線の急行駅で、細い島式ホーム2面4線の地下駅である。壁タイルや柱は青色である。ホーム上に改札があり、主要な改札は改札階中央に位置している。また、東側にも無人改札がある。駅両側には転轍機があり、緩急間の転線や折り返しが可能である。

### 未使用の上層階
南東の改札口に通じるスロープに沿って、マンハッタン行きホームの真上に、未使用で未完成のIND第二路線網用ルーズベルト・アベニュー終着駅がある。この終着駅は島式ホームで、両側に線路がある。軌道敷にレールはないが、タイル壁に駅名が描かれたタイルが存在する。しかし、ホームに掛けられた標識は空白である。駅の東側には長さ3ブロックの暗くて長いトンネルがあり、渡り線と、下層階の使用中の本線のマンハッタン行き緩行線に下りるスロープが設けられている。未使用のトンネルには約750フィート（230m）の軌道敷がある。これらの線路に沿って、下層の線路からの列車を見ることができる。未使用の上層ホームは約500フィート（150m）で、INDの最大10両ではなく、8両の60フート（18m）を収容できる長さしかない。ホームは詰所や倉庫として転用されている。
ルーズベルト・アベニューのすぐ東には、マンハッタン行きの緩行線から分岐する線路がある。この線路は、未使用の上層階から来る2本の線路と同じ高さまで傾斜しており、上層階に3本の線路があることになる。この傾斜は他の2本の線路とともに本線の線路の上を飛ぶ。78丁目と79丁目の間で、上層階にある3つの軌道は南に向かってカーブし、地下鉄の端の壁で終わる。駅の数百フィート北のジャマイカ行き緩行線の横には、ちょうど上階の3本の線路が交差する位置に分岐するベルマウスがある。このベルマウスも南に向かってカーブしており、同様にベルマウスの始点から間もなくコンクリート壁で終わっている。未使用のトンネルの終点には非常口があり、エルムハースト病院の向かいのブロードウェイの南側に面している。南を走る4線の地下鉄は、ロングアイランド鉄道の線路に沿ってガーフィールド・アベニューと65番プレイスまで走る計画だった。線路は65番プレイスに沿ってフレッシュ・ポンド・ロードまで曲がり、フレッシュ・ポンド・ロードに沿ってサイプレス・ヒルズ・ストリートまで行くはずだった。この線路は、1929年に提案されたロッカウェイ方面へのマートル・セントラル・アベニュー線と合流するはずであった。4本の線路はすべてコンクリートの壁で終わり、そこで既存の線路の掘削から分岐し始める。
この駅の東側、南行き線路の隣にある、上層階へ昇る連絡線のあるベルマウスには、かつては引上線が敷設されていた。駅塔内のルーズベルト・アベニュー連動機には、必要な信号機やスイッチの予備レバーが設置されている。南行緩行線には、ホームボール信号機の「D1-1415」があり、下部がレンズで覆われ、現在は自動信号機として機能している。連動機には、ウィンフィールド分岐線がD1線路とD2線路から分岐するはずだった、今は存在しない連動装置の痕跡が残っている。

## ビクター・A・ムーア・バスターミナル

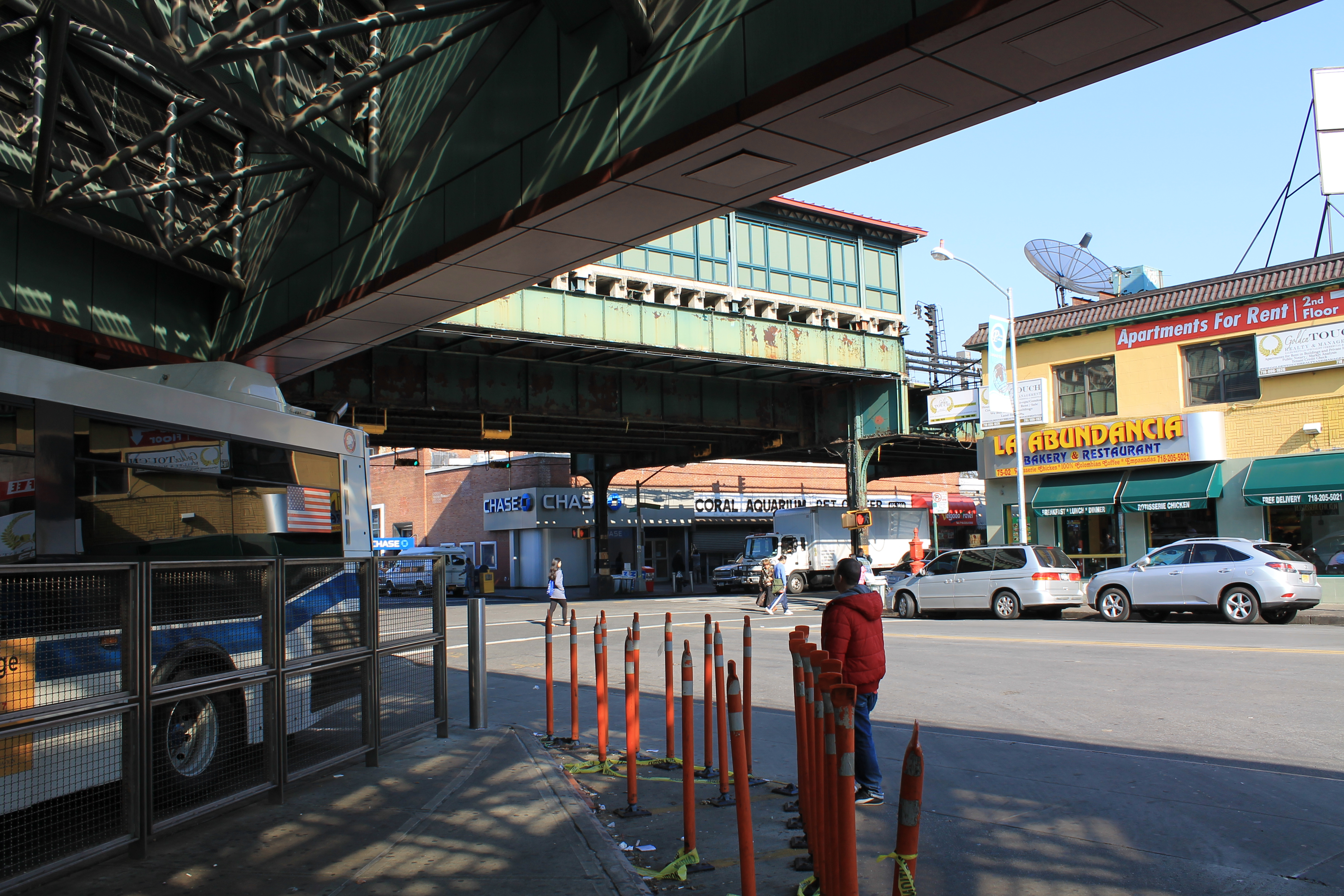
バスターミナル

ビクター・A・ムーア・バスターミナルは、ビクター・ムーア・アーケードとして知られていた以前の建物に代わるもので、ブロードウェイと74丁目の駅ビル内にある。6つのバス路線がターミナル内、またはターミナル近くに停車し、地下鉄やバスへの乗り継ぎを容易にしている。このうち3つのバス路線が発着するレーン1～3はターミナル内にある。それぞれQ49系統と北行きQ47系統のバスが発着するレーン2と3にはそれぞれ1台ずつ、Q33系統のバスが発着するレーン1には2台が停車できる。Q32系統とQ70系統のバスはルーズベルト・アベニューに停車し、Q53系統と南行きQ47系統はブロードウェイに停車する。ターミナルからのバスは、ニューヨーク市バスが運行するQ32系統を除き、トライボロ・コーチの路線を引き継ぐMTAバスが運行している。
| レーン                          | 経路                         | 行先                                                                        |
| ------------------------------- | ---------------------------- | --------------------------------------------------------------------------- |
| 1                               | Q33                          | イースト・エルムハースト ディトマース・ブールバード-94丁目                  |
| 2                               | Q49                          | イースト・エルムハースト アストリア・ブールバード-102丁目                   |
| 3                               | Q70 セレクト・バス・サービス | 北行: ラガーディア空港（マリン・エア・ターミナル除く全ターミナル）          |
| ブロードウェイ 74丁目           | Q47                          | 南行: グレンデール アトラス・パーク 81丁目-クーパー・アベニュー             |
| ルーズベルト・アベニュー 74丁目 | Q32                          | 西行: ペンシルベニア駅, ミッドタウン 西32丁目-7番街                         |
| ルーズベルト・アベニュー 74丁目 | Q32                          | 東行: ジャクソン・ハイツ ノーザン・ブールバード-81丁目                      |
| ルーズベルト・アベニュー 74丁目 | Q47                          | 北行: ラガーディア空港マリン・エア・ターミナル                              |
| ルーズベルト・アベニュー 75丁目 | Q70 セレクト・バス・サービス | 南行: ウッドサイド 61丁目-ルーズベルト・アベニュー                          |
| ブロードウェイ 75丁目           | Q53 急行                     | 北行: ウッドサイド 61丁目-ルーズベルト・アベニュー                          |
| ブロードウェイ 75丁目           | Q53 急行                     | 南行: ロッカウェイ・パーク ビーチ116丁目-ロッカウェイ・ビーチ・ブールバード |